# René Mekki
René Mekki, né le 24 novembre 1919 à Oran et mort le 16 mai 2002 à Paris, est un homme politique français.

## Biographie
Il est inhumé au cimetière des Longs Réages à Meudon (Hauts-de-Seine).